# Reprodução cultural
Reprodução cultural, conceito desenvolvido primeiramente pelo sociólogo e teórico cultural francês Pierre Bourdieu, é o mecanismo pelo qual formas culturais existentes, valores, práticas e compreensões compartilhadas (ou seja, normas) são transmitidos de geração em geração, sustentando assim a continuidade da experiência cultural ao longo do tempo. Em outras palavras, reprodução, quando aplicada à cultura, é o processo pelo qual aspectos culturais são repassados de pessoa para pessoa ou de sociedade para sociedade.
A reprodução cultural frequentemente resulta na reprodução social, ou seja, no processo de transferência de aspectos da sociedade (como classe social) de forma intergeracional. Existem diversas formas pelas quais essa reprodução pode ocorrer. Frequentemente, grupos sociais, notadamente as classes sociais, podem agir para reproduzir a estrutura social existente de modo a preservar suas vantagens. Da mesma forma, os processos de escolarização em sociedades modernas estão entre os principais mecanismos de reprodução cultural, não se limitando ao que é ensinado nos cursos de instrução formal. Historicamente, as pessoas migraram de diferentes regiões, levando consigo determinadas normas e tradições culturais. As culturas transmitem aspectos de comportamento que os indivíduos aprendem de maneira informal enquanto estão fora de casa. Essa interação entre indivíduos, que resulta na transferência de normas, valores e informações culturais aceitos, é realizada por meio de um processo conhecido como socialização.

## Métodos
O método pelo qual a reprodução cultural é perpetuada varia conforme a posição relativa, o nível de conscientização e a intenção do agente socializador em reproduzir normas sociais ou culturais.

### Enculturação
Enculturação pode ser descrita como "uma experiência de aprendizado em parte consciente e em parte inconsciente, quando a geração mais velha convida, induz e obriga a geração mais jovem a adotar modos tradicionais de pensar e de comportar-se."
Embora, em muitos aspectos, a enculturação duplique as normas e tradições das gerações anteriores, o grau de semelhança entre as culturas de cada geração sucessiva pode variar. Esse conceito pode ser demonstrado pela tendência de cada geração a seguir normas culturais, como o conceito de direito de passagem no transporte. Essas expectativas são estabelecidas e replicadas pela geração anterior. Por exemplo, pode haver poucas ou nenhumas evidências empíricas que justifiquem a escolha de dirigir em uma faixa ou em outra, mas, a cada nova geração, a norma aceita pela cultura daquele indivíduo é reforçada e perpetuada.
Pais e educadores se mostram duas das forças de enculturação mais influentes da reprodução cultural.

### Difusão
Comparativamente, a difusão é a dispersão de normas e comportamentos culturais entre grupos ou indivíduos sem relação prévia. Por exemplo, a integração da culinária chinesa ou da linguística francesa na cultura americana representam esse conceito.

## Histórico de Bourdieu e da teoria da reprodução
O conceito de reprodução cultural foi desenvolvido primeiramente pelo sociólogo e teórico cultural francês Pierre Bourdieu no início da década de 1970. Inicialmente, o trabalho de Bourdieu referia-se à educação na sociedade moderna, acreditando que o sistema educacional era usado exclusivamente para "reproduzir" a cultura da classe dominante, a fim de que a Elite pudesse continuar a manter e exercer poder.
As teorias de Bourdieu se fundamentam visivelmente nas conjecturas de Ludwig Wittgenstein, Maurice Merleau-Ponty, Edmund Husserl, Georges Canguilhem, Karl Marx, Gaston Bachelard, Max Weber, Émile Durkheim e Norbert Elias, entre outros. Ao começar a estudar a socialização e como a cultura dominante e certas normas e tradições afetavam muitas relações sociais, as ideias de Bourdieu mostraram-se especialmente semelhantes às da noção de Aparelhos Ideológicos do Estado de Louis Althusser, que emergira aproximadamente na mesma época. O trabalho sociológico de Bourdieu foi dominado por uma análise dos mecanismos de reprodução das hierarquias sociais. Em oposição às análises marxistas, Bourdieu criticou a primazia dada aos fatores econômicos e enfatizou que a capacidade dos atores sociais de impor ativamente e envolver-se em suas produções culturais e sistemas simbólicos desempenha um papel essencial na reprodução das estruturas sociais de dominação. Parte essencial da análise sociológica de Bourdieu é o que ele chamou de violência simbólica: a capacidade de fazer com que a previsibilidade da ordem social seja ignorada — ou reconhecida erroneamente como natural — e assim garantir a legitimidade das estruturas sociais.
Em relação à reprodução cultural, um dos principais conceitos de Bourdieu foi introduzido em Reprodução Cultural e Reprodução Social (1970), escrito com Jean-Claude Passeron, no qual os autores enfocam principalmente a reprodução estrutural das desvantagens e desigualdades causadas pela reprodução cultural.
Segundo Bourdieu, as desigualdades são recicladas por meio do sistema educacional e de outras instituições sociais. Bourdieu acreditava que as sociedades prósperas e afluentes do Ocidente estavam se tornando o capital cultural. A alta classe social, a familiaridade com a cultura burguesa e os credenciais educacionais determinavam as chances de vida de um indivíduo. Esse sistema era tendencioso em favor daqueles de classe social mais elevada e auxiliava na conservação das hierarquias sociais. Esse sistema ocultava e negligenciava o talento individual e a meritocracia acadêmica. Juntamente com Reprodução na Educação, na Cultura e na Sociedade, Bourdieu apresentou a maioria de suas teorias conhecidas em seu livro Os Herdeiros (1964). Ambos os livros o estabeleceram como o precursor da teoria da reprodução social.
Bourdieu também inaugurou várias estruturas conceituais e terminologias, enfatizando o papel da prática e da incorporação na dinâmica social. Tais conceitos incluem:
- capital cultural, capital social e capital simbólico;
- habitus;
- campo; e
- violência simbólica.

## Educação como agente
A teoria da reprodução cultural de Pierre Bourdieu preocupa-se com a relação entre a classe de origem e a classe de destino, e de que forma essa ligação é mediada pelo sistema educacional.
Bourdieu teoriza que o que é ensinado às gerações mais jovens depende dos diferentes níveis de capital social, capital econômico e capital cultural. Esses grupos que detêm capital cultural são considerados o grupo dominante em relação aos demais. Contudo, para adquirir capital cultural é necessário um aprendizado imperceptível, e tais normas culturais devem ser utilizadas desde os primeiros dias de vida. Por meio da reprodução cultural, apenas os membros da cultura dominante conseguem adquirir conhecimento conforme o modo de ensino desse sistema cultural. Portanto, aqueles que não pertencem à cultura dominante têm desvantagem no acesso à informação cultural e, consequentemente, permanecerão em desvantagem. As sociedades capitalistas dependem de um sistema social estratificado, em que a classe trabalhadora recebe uma educação voltada para o trabalho manual: nivelar tais desigualdades derrubaria esse sistema. Assim, as escolas em sociedades capitalistas necessitam de um método de estratificação, muitas vezes escolhendo formas que preservem a hegemonia da cultura dominante. Um método de manutenção dessa estratificação é a reprodução cultural.
De acordo com Alice Sullivan (2001), a teoria da reprodução cultural envolve três proposições fundamentais:
1. o capital cultural dos pais é herdado pelos filhos;
2. o capital cultural das crianças é convertido em credenciais educacionais; e
3. as credenciais educacionais são um mecanismo principal de reprodução social em sociedades capitalistas avançadas.

Não há consenso claro quanto ao papel exato da educação na reprodução cultural; nem sobre até que ponto, se é que há algum, esse sistema incentiva ou desencoraja temas como estratificação social, desigualdade de recursos e discrepâncias no acesso às oportunidades. Acredita-se, contudo, que o principal meio pelo qual a educação determina o status social, a classe, os valores e a posição hierárquica de um indivíduo seja por meio da distribuição do capital cultural. Essa noção de acumulação de capital cultural, e o grau em que um indivíduo o alcança, determina o acesso desse indivíduo a recursos e oportunidades.
Existem, no entanto, várias ideologias e explicações concorrentes que têm sido amplamente discutidas.

### Currículo oculto
O conceito de educação como agente de reprodução cultural é argumentado como sendo menos diretamente explicado pelo conteúdo e pelas disciplinas ensinadas, e mais pelo que é conhecido como currículo oculto. Isso refere-se ao aspecto de socialização do processo educacional pelo qual um adolescente adquire "atitudes e valores apropriados" necessários para obter sucesso dentro do ambiente escolar. O sucesso ou fracasso de um adolescente no sistema formal de educação é função tanto de sua capacidade de demonstrar qualificações educacionais formais quanto da aquisição das qualidades mencionadas por meio dos mecanismos de socialização. Essa natureza da educação é reproduzida ao longo de todas as etapas do sistema; do ensino fundamental ao ensino superior. A capacidade de um estudante progredir para cada nível subsequente requer o domínio do nível anterior. A aptidão de um indivíduo para concluir com sucesso o processo de obtenção de títulos educacionais correlaciona-se fortemente com a capacidade de alcançar remuneração adequada, prestígio ocupacional, status social etc. ao ingressar no mercado de trabalho.

### Funcionalismo parsoniano
O educacional fornece pré-requisitos funcionais — conhecidos como funcionalismo parsoniano de Talcott Parsons — que afirmam que a função da educação é fornecer aos indivíduos os valores e atitudes necessários para o trabalho futuro. Isso baseia-se na suposição de que, independentemente da profissão em que um indivíduo atue, todos precisarão de um conjunto semelhante de habilidades sociais para suas interações diárias. A partir desse conceito, emergiu a ideia da educação como aparelho ideológico do Estado, desenvolvendo a noção anterior ao afirmar que família e escola trabalham juntas para reproduzir as classes sociais, a hierarquia ocupacional, a orientação de valores e a ideologia.

### Sistema educacional como sistema capitalista
O sistema educacional espelha o sistema capitalista, pois classifica os indivíduos e atribui a eles as habilidades necessárias para exercer suas ocupações predestinadas. A educação fornece a atitude apropriada que deve ser observada no mercado de trabalho. Além disso, estabelece uma "aceitação da reprodução de uma atitude submissa à ordem estabelecida".
Dessa forma, acredita-se que o papel principal da educação seja ordenar os indivíduos em vez de educá-los de forma igualitária: aqueles com altos níveis de capital social acumulado pelos pais ou outras fontes têm maior facilidade para se destacar no sistema educacional. Esses indivíduos seguirão uma trajetória que os colocará em ocupações especializadas e de prestígio comparativamente elevado. Em contraste, aqueles com pouco capital social ou cultural manterão baixos níveis ao longo do processo educacional e serão alocados em ocupações que exigem pouco capital cultural — profissões significativamente menos especializadas e prestigiadas. Com essa seleção ocupacional, os indivíduos manterão as normas culturais e o status social associados a cada grupo mesmo fora de suas ocupações.
Em qualquer um dos conceitos, seja considerando o valor intrínseco da educação ou o valor percebido externamente, cada unidade de formação educacional exige renúncia de ganhos para ser obtida, na medida em que um indivíduo deve sacrificar salários para adquirir mais educação. Além dos ganhos monetários perdidos, existem também despesas diretas, como mensalidades, materiais e livros, bem como custos psíquicos indiretos. Assim, há uma consideração econômica e uma troca que o indivíduo deve enfrentar em suas aspirações educacionais. Aquele que dispõe de recursos e do desejo de continuar estudando tem uma vantagem comparativa significativa sobre alguém que, em comparação, não os possui. Esse aspecto financeiro da obtenção de educação se mostra mais uma consideração na natureza reprodutiva da educação.
Quem conclui com êxito o processo de formação educacional obtém uma vantagem comparativa significativa em relação a um indivíduo similar que não o faz. Assim, o grau em que a educação reproduz normas culturais e sociais já presentes na sociedade subjacente revela-se um fator importante na propagação contínua dessas normas estabelecidas. Com essa divisão acentuada entre indivíduos que conseguem concluir o processo de educação formal e os que não conseguem, surgem estratificação social e desigualdade entre os dois grupos. Isso reforça ainda mais as normas culturais e reproduz o mesmo sistema a cada geração sucessiva.